# Courcelles-sous-Thoix
 Courcelles-sous-Thoix  es una población y comuna francesa, en la región de Picardía, departamento de Somme, en el distrito de Amiens y cantón de Conty.

## Demografía
| 79 | 73 | 58 | 55 | 54 | 55 | 61 |
| Para los censos de 1962 a 1999 la población legal corresponde a la población sin duplicidades (Fuente: INSEE [Consultar]) |    |    |    |    |    |    |